# Caesar-Zwillinge
Die Caesar-Zwillinge (internationaler Name: Caesar Twins, * 19. September 1980 in Bydgoszcz, Polen) sind ein polnisches Artisten-Duo, das aus den eineiigen Zwillingen Pierre und Pablo Caesar besteht.

## Biographie
Pierre und Pablo Caesar wurden am 19. September 1980 in Bydgoszcz (deutsch: Bromberg), Polen um 17:30 Uhr und 17:35 Uhr geboren.
Die Brüder sind 164 cm groß und haben Puma-Tätowierungen auf den Oberarmen, Pablo auf dem rechten und Pierre auf dem linken Arm, so dass sie sich wie ein Spiegelbild einander, ergänzen wenn sie nebeneinander stehen.

### Kindheit und Jugend
Die Caesar-Zwillinge verlebten ihre Kindheit zwischen Sporthalle, Schule und Hotelzimmer. Ihre Karriere als Sport-Akrobaten (Europa- und Weltmeister) machte es ihnen schon in jungen Jahren unmöglich, längere Zeit an einem Ort zu verweilen.
In ihrer Jugend trainierten die Brüder Sportakrobatik und wurden im Alter von 17 Jahren Jugendweltmeister.
Mit Beginn ihres 18. Lebensjahrs fassten sie den Beschluss, die Welt des Sports gegen die des Zirkus und des Theaters einzutauschen. Im Alter von 18 Jahren begannen sie mit Vorführungen in einem deutschen Zirkus und erklommen gemeinsam den steilen Weg auf die Showbühnen dieser Welt.

### Pablos Unfall
Im Jahr 2001 unterbrach ein Unfall des jüngeren Pablo die Karriere der beiden Brüder. Pablo verlor während ihrer Performance am „Wheel of Death“ (zu Deutsch: Todesrad) in einem Zirkus den Halt und fiel aus einer Höhe von acht Metern. Ein Teil des Publikums ging davon aus, dass dieser Sturz inszeniert sei, doch tatsächlich erlitt Pablo dabei schwere Verletzungen. Er trug neben mehreren Brüchen eine Gehirnquetschung davon und lag vierzehn Tage im künstlichen Koma.
Im Rahmen einer Reportage von RTL (Die große Reportage), sagte Pablo, dass Pierre ihm während dieser Zeit die Kraft der Genesung gab. Und tatsächlich gelang es ihm entgegen der Prognosen der Ärzte in den darauf folgenden vier Monaten, seine Gesundheit und Beweglichkeit wieder zurückzuerlangen.

### Comeback nach dem Unfall
Aufgefangen und unterstützt von ihrem Freund Markus Pabst, erstellten sie ein Konzept für eine neue eigene Show, mit der sie nach dem Unfall den Weg zurück auf die Bühne finden wollten. Die Show „Caesar Twins“ war eine Mischung aus Lichtkunst, Artistik, Clubatmosphäre und Zirkuszauber, in der sie mit lausbubenhaften Charme, hohem artistischen Können und raffinierten Licht- und Videoeffekten gewissermaßen ihre Lebensgeschichte erzählten.
Die „Caesar-Twins“ – noch reifer, noch besser – der Titel und Untertitel der Show.
Die Show wurde in den GOP-Varieté-Theatern aufgeführt und fuhr große Erfolge ein. Auf dem Edinburgh Festival Fringe waren sie mit dieser Show in den Jahren 2004 bis 2008 vertreten.
Aus der breiten Masse von internationalen Varieté-Künstler stachen sie hervor, weil sie artistische Perfektion mit dem Lebensgefühl junger Menschen des neuen Jahrtausends paarten. Ihr Genre bezeichnen sie als „Akropop“. Mit dieser Art Körperkunst schafften sie es, eine neue und junge Zielgruppe anzusprechen und für das Varieté zu begeistern.
Selbst Queen Elisabeth II. würdigte ihr außergewöhnliches Talent durch eine Einladung zur Teilnahme bei der größten englischen Fernsehshow, der 77. Royal Variety Performance.
Dort traten sie unter anderem mit Shirley Bassey, Sharon Osbourne, Ozzy Osbourne, Cliff Richard und Andrea Bocelli auf. Neben Queen Elisabeth II. begeisterten sie an diesem Abend 12 Millionen Fernsehzuschauer.